# Miniopterus tao
Miniopterus tao — викопний кажан з роду Miniopterus з плейстоцену Чжоукоудяня в Китаї. Miniopterus tao більший за живий M. schreibersii та має більш тісно розташовані нижні премоляри і більш міцні талонії (задні групи бугорків) на нижніх молярах.